# Fakulta bezpečnostního inženýrství VŠB-TUO
Fakulta bezpečnostního inženýrství (FBI) je jedna ze sedmi fakult Vysoké školy báňské – Technické univerzity Ostrava (VŠB–TUO), která navazuje na tradici sahající až do roku 1968, kdy vzniknul první samostatný studijní obor Technika požární ochrany a bezpečnosti průmyslu. Samostatná fakulta univerzity však vznikla až v roce 2002. Fakulta poskytuje studijní programy v bakalářském, (navazujícím) magisterském i doktorském (Ph.D.) stupni studia. Studenti jsou vyučováni ve všech úrovních studia formou prezenčního i kombinovaného studia.

## Členění
Součástí fakulty jsou tyto katedry:
- Katedra požární ochrany (030)
- Katedra bezpečnosti práce a procesů (040)
- Katedra ochrany obyvatelstva (050)
- Katedra bezpečnostních služeb (060)

## Studijní programy a obory

### Bakalářské studijní programy a obory
- Požární ochrana a průmyslová bezpečnost
  - Bezpečnost práce a procesů
  - Havarijní plánovaní a krizové řízení
  - Technická bezpečnost osob a majetku
  - Technika požární ochrany a bezpečnosti průmyslu

### Navazující magisterské studijní programy a obory
- Požární ochrana a průmyslová bezpečnost
  - Bezpečnostní inženýrství
  - Technická bezpečnost osob a majetku
  - Technika požární ochrany a bezpečnosti průmyslu
  - Bezpečnostní plánování

### Doktorské studijní programy a obory
- Požární ochrana a průmyslová bezpečnost
  - Požární ochrana a bezpečnost[2]

## Vedení fakulty
- doc. Ing. Jiří Pokorný, Ph.D., MPA – děkan
- doc. Ing. Šárka Kročová, Ph.D. – proděkanka pro pedagogickou činnost
- doc. RNDr. Karla Barčová, Ph.D. – proděkanka pro vědu a výzkum
- prof. Ing. Aleš Bernatík, Dr. – proděkan pro zahraničí a vnější vztahy
- Ing. Kateřina Sikorová, Ph.D. – proděkanka pro rozvoj a spolupráci s průmyslem
- Ing. Christina Akritidu – tajemnice
- Ing. Petr Bitala, Ph.D.– předseda akademického senátu